# Aytaj Tapdig
Aytaj Tapdig (Aytaj Soltan gizi Ahmadova), (18 de julio de 1993, Bakú ) es una periodista azerbaiyana, activista por los derechos de las mujeres y prisionera política; trabaja como reportera para Meydan TV desde 2015. 
El 6 de diciembre de 2024, fue arrestada en relación con una causa penal contra periodistas de Meydan TV. El 8 de diciembre, el Tribunal de Distrito de Khatai ordenó su detención preventiva. Ella y otros detenidos en el caso fueron acusados en virtud del artículo 206.3.2 del Código Penal de Azerbaiyán (contrabando cometido por un grupo de personas mediante conspiración previa). Aytaj Tapdig negó los cargos y atribuyó su detención a sus actividades periodísticas profesionales. 
Varias organizaciones locales e internacionales de derechos humanos condenaron la detención de Aytaj Tapdig, calificándola de política, e instaron a las autoridades azerbaiyanas a liberarla inmediatamente.
Actualmente se encuentra detenida en el Centro de Detención Preventiva de Bakú, bajo la autoridad del Servicio Penitenciario del Ministerio de Justicia.

## Biografía
Aytaj Ahmadova en 1999 se matriculó en el primer grado de la escuela secundaria n.º 8 del distrito de Nasimi.En 2010, se graduó de la escuela secundaria n.º 158 del distrito de Yasamal, ese mismo año fue admitida en la Universidad Pedagógica Estatal de Azerbaiyán.En 2014, se graduó de la Escuela de Periodismo de Bakú (BSJ). 

## Carrera periodística
Desde 2015, Aytaj Ahmadova trabaja como reportera para Meydan TV. En 2022, presentó el programa MeyArt, emitido por Meydan TV. A lo largo de su carrera profesional, ha enfrentado repetidamente detenciones, resistencia de las fuerzas del orden y malos tratos.En septiembre de 2015, fue secuestrada en la calle por agentes de policía y llevada al Departamento Principal de Lucha contra la Delincuencia Organizada (MDCOC) del Ministerio del Interior de Azerbaiyán, donde fue interrogada sobre sus actividades periodísticas. Posteriormente, en febrero de 2016, fue citada ante el Departamento de Investigación de Delitos Graves de la Fiscalía General e interrogada como testigo en la causa penal n.º 142006023, iniciada el 12 de mayo de 2014 contra varios empleados de Meydan TV. El 3 de octubre de 2018, Aytaj Ahmadova fue detenida mientras filmaba en el asentamiento de Zabrat, en el distrito de Sabunchu, y llevada a la 15.ª comisaría del Departamento de Policía del distrito de Sabunchu. El incidente ocurrió alrededor de las 19:00. Ahmadova, quien pasó unas tres horas en la comisaría, declaró que la sometieron a presiones físicas. También le confiscaron el trípode y la cámara. Según la periodista, un policía vestido de civil la golpeó en la cara. En respuesta al incidente, Orkhan Mansurzade, subdirector del Servicio de Prensa del Ministerio del Interior y coronel de policía, declaró que las afirmaciones sobre la presión policial sobre Ahmadova estaban "lejos de la verdad".  Ahmadova presentó una denuncia ante la Fiscalía General en relación con el incidente.
El 23 de mayo de 2019, la policía la detuvo nuevamente frente al edificio de la Administración Presidencial y la mantuvo retenida durante tres horas en la 9.ª Comisaría del Departamento de Policía del Distrito de Sabail.El 11 de febrero de 2020, mientras cubría una manifestación de candidatos parlamentarios frente al edificio de la Comisión Electoral Central (CEC), Ahmadova, junto con Aynur Elgunesh, editor jefe de Meydan TV, fue detenida por la policía. 
Durante el arresto, Ahmadova sufrió lesiones corporales leves debido al uso de la fuerza por parte de los agentes. Reporteros Sin Fronteras (RSF) condenó enérgicamente el incidente y acusó a las autoridades azerbaiyanas de destruir el pluralismo mediático. 
El 14 de diciembre de 2022, Ahmadova y su colega de Meydan TV, Khayala Aghayeva, fueron detenidas mientras filmaban una protesta en la carretera Shusha-Khankendi por "hombres vestidos de civil y con máscaras negras". Sin dar ninguna explicación, las obligaron a subir a un vehículo y las devolvieron. Antes de liberarlas, les confiscaron los teléfonos y borraron todo el material grabado.
En noviembre de 2024, Khayala Aghayeva y Aytaj Tapdig fueron detenidos por personal de seguridad mientras cubrían una protesta del activista por los derechos de los animales K. Mammadli durante la 29.ª sesión de la Conferencia de las Partes de la Convención Marco de las Naciones Unidas sobre el Cambio Climático (COP29). Los guardias llevaron a la fuerza a Aghayeva y Ahmadova a un área de servicio y luego las escoltaron fuera del recinto del evento.
Aytaj Ahmadova participó activamente en las manifestaciones feministas celebradas anualmente el 8 de marzo, de 2019 a 2024, exigiendo al gobierno azerbaiyano la ratificación del Convenio de Estambul, cuyo objetivo es garantizar la igualdad de género en el trabajo y la educación, y combatir la violencia contra las mujeres. Desempeñó un papel importante en la organización de los eventos y expresó las resoluciones de los movimientos.   En 2021, fue detenida por la policía durante una de estas protestas y trasladada a una comisaría.

## Persecución penal y prohibición de viajar (2015-2019)
El 16 de septiembre de 2015, Aytaj Ahmadova fue detenido por la policía y llevado al Departamento Principal de Lucha contra el Crimen Organizado (MDCOC) del Ministerio del Interior de Azerbaiyán . Ahmadova fue detenida junto con un pasante de periodismo alrededor de las 4:00 p. m. en el distrito de Yasamal de Bakú.   En el MDCOC, ambos fueron interrogados sobre las actividades de Meydan TV, su liderazgo, los salarios de los periodistas y, específicamente, sobre un video que mostraba el cuerpo de Bahruz Hajiyev, quien había muerto mientras estaba detenido en el Departamento de Policía de la ciudad de Mingachevir, un caso que había provocado protestas públicas. Las autoridades buscaron determinar quién había filmado y distribuido el video. Ahmadova fue liberada alrededor de las 9:00 p. m. de ese mismo día. El director ejecutivo de Meydan TV, Emin Milli, declaró que su detención fue una forma de presión sobre Meydan TV. 
Numerosas organizaciones locales e internacionales de derechos humanos —entre ellas Human Rights Watch, Reporteros sin Fronteras (RSF) y Amnistía Internacional— condenaron enérgicamente el secuestro de Aytaj Ahmadova en la calle y su interrogatorio en el Departamento Principal de Lucha contra el Crimen Organizado.   
Aytaj Ahmadova presentó una denuncia ante la Fiscalía General por el incidente. Según su abogada, Zibeyda Sadigova, Ahmadova fue detenida por agentes del Ministerio del Interior el 16 de septiembre de 2015 debido a su colaboración con Meydan TV . Fue registrada ilegalmente, le confiscaron su ordenador y fue sometida a tortura y tratos inhumanos y degradantes mientras se encontraba bajo custodia policial. Sin embargo, Rustam Usubov, el Primer Fiscal General Adjunto, dictó una resolución denegando la apertura de una causa penal. Sadigova declaró que buscaría justicia para Aytaj Ahmadova ante el Tribunal Europeo de Derechos Humanos .  El 5 de febrero de 2016 , Aytaj Ahmadova fue interrogada como testigo en un caso penal iniciado por el Departamento de Investigación de Delitos Graves bajo la Oficina del Fiscal General, dirigido a ciertos miembros superiores del personal de Meydan TV.  Entre 2015 y 2019, estuvo sujeta a una prohibición de viajar que le impidió salir de Azerbaiyán. En junio de 2016, Ahmadova presentó una demanda impugnando la restricción de viaje. El 30 de junio, el Tribunal de Distrito de Nasimi de Bakú, presidido por el juez Elman Isaev, revisó su denuncia. Según Ahmadova, un representante de la Fiscalía declaró ante el tribunal que la prohibición de viajar estaba relacionada con el caso penal en curso contra el personal de Meydan TV. El tribunal finalmente se negó a escuchar la denuncia, sugiriendo que en su lugar apelara ante el Tribunal Administrativo-Económico, que se ocupa de las disputas que involucran a agencias gubernamentales. La abogada de Ahmadova, Zibeyda Sadigova, argumentó que la prohibición de viajar era injustificada: «Aytaj Ahmadova no es sospechosa ni acusada en el caso. Esta prohibición es ilegal porque viola su derecho a la libertad de circulación y crea motivos para una persecución injusta relacionada con su actividad periodística profesional».  El abogado azerbaiyano Yalchin Imanov también discrepó de la postura del tribunal, afirmando que, dado que la denuncia se presentó en el marco de una investigación penal, la cuestión de la restricción de la libertad de circulación debería ser competencia de un tribunal ordinario.El 14 de julio, el Tribunal de Apelaciones de Bakú rechazó la apelación de Aytaj Ahmadova contra la prohibición de viajar y confirmó la decisión del Tribunal de Distrito de Nasimi. 
El 5 de septiembre, el Tribunal de Distrito de Sabail revisó la denuncia de Aytaj Ahmadova sobre su detención ilegal por parte de agentes de la Dirección General de Lucha contra la Delincuencia Organizada del Ministerio del Interior. El juez Elmar Rahimov se negó a revisar el caso. Su abogada, Zibeyda Sadigova, declaró que, según el artículo 451 del Código de Procedimiento Penal, el juez estaba obligado a declarar la legalidad o ilegalidad de la decisión: «En otras palabras, la negativa del juez a pronunciarse sobre la legalidad de la detención es en sí misma ilegal», declaró Sadigova. En julio de 2017, fue interrogada nuevamente por el Departamento de Investigación de Delitos Graves de la Fiscalía General. 
El 21 de septiembre de 2023, el Tribunal Europeo de Derechos Humanos (TEDH) dictó sentencia en el caso de Aynur Gambarova y otros contra Azerbaiyán. Según las conclusiones del TEDH, las autoridades azerbaiyanas violaron el derecho de los periodistas a la libertad de circulación ( artículo 2 del Convenio Europeo de Derechos Humanos ), así como su derecho a un recurso efectivo (artículo 13 del Convenio). El Tribunal ordenó al gobierno pagar a cada demandante 5.000 euros en concepto de indemnización por daños morales y 500 euros adicionales para cubrir las costas judiciales. 
En marzo de 2025, el Tribunal Europeo de Derechos Humanos dictó sentencia en el caso de Aytaj Ahmadova. Ahmadova alegó que, en septiembre de 2015, agentes del Departamento de Crimen Organizado del Ministerio del Interior registraron su apartamento y confiscaron su ordenador sin orden judicial. Algunas de sus fotos y vídeos personales, tomados en casa y en la playa con su familia, se publicaron posteriormente en varias cuentas de Facebook, probablemente gestionadas por perfiles falsos. Ahmadova argumentó que se había violado su derecho al respeto de la vida privada en virtud de los artículos 6 (derecho a un juicio justo) y 8 (derecho al respeto de la vida privada y familiar) del Convenio Europeo de Derechos Humanos, y que las autoridades no investigaron sus denuncias al respecto. El Tribunal determinó que se había violado el artículo 8 del Convenio en el caso de Ahmadova. Según la sentencia, se ordenó al gobierno pagarle 5.500 euros en concepto de indemnización por daños morales y costas judiciales. 

## Arresto y juicio (2024)
El 6 de diciembre de 2024, Aytaj Ahmadova y otros seis periodistas —Aynur Elgunesh (editora jefe de Meydan TV ), los reporteros Khayala Aghayeva, Aysel Umudova, Natig Javadly, el periodista independiente Ramin Deko y Ulvi Tahirov (subdirector de la Escuela de Periodismo de Bakú)— fueron arrestados en el Departamento de Policía Principal de Bakú como parte de una causa penal iniciada contra Meydan TV. Todos ellos fueron acusados en virtud del artículo 206.3.2 del Código Penal de la República de Azerbaiyán: “contrabando cometido por un grupo de individuos mediante conspiración previa”. Los periodistas niegan los cargos y vinculan sus arrestos a sus actividades profesionales.
El 8 de diciembre, la autoridad investigadora presentó una solicitud de prisión preventiva contra Aytaj Ahmadova. El Tribunal de Distrito de Khatai, presidido por la jueza Sulhana Hajiyeva, revisó la solicitud y falló a favor, ordenando cuatro meses de prisión preventiva para todos los detenidos, incluida Ahmadova.  
Ahmadova presentó un recurso de apelación contra la decisión del 8 de diciembre. El 13 de diciembre, durante una audiencia en el Tribunal de Apelaciones de Bakú, presidida por el juez Elbey Allahverdiyev, su recurso fue denegado. Durante el juicio, Ahmadova se declaró inocente. Su abogado, Javad Javadov, argumentó que emitir órdenes de arresto contra periodistas, incluida Ahmadova, sin ninguna prueba de participación en el contrabando de divisas violaba los artículos 5 (derecho a la libertad y la seguridad) y 18 (prohibición de restricciones por motivos políticos) del Convenio Europeo de Derechos Humanos.  
El 23 de enero de 2025, el Tribunal de Distrito de Khatai revisó una moción para sustituir la prisión preventiva por arresto domiciliario.Durante la audiencia, el abogado Javad Javadov declaró que no existían fundamentos razonables para mantener a Ahmadova bajo custodia y que no se habían presentado pruebas preliminares que respaldaran la acusación de contrabando de divisas. La propia Ahmadova alegó que su arresto tenía motivaciones políticas. El investigador se opuso a la liberación, alegando la investigación en curso y el riesgo de interferencia. El tribunal denegó la moción de liberación. 
El 30 de enero de 2025, el Tribunal de Apelaciones de Bakú revisó la apelación de la decisión del 23 de enero. Javadov reiteró que no existían motivos para la prisión preventiva. Ahmadova declaró:
 
El organismo de investigación se opuso al arresto domiciliario, argumentando que Ahmadova podría evadir la investigación. El tribunal confirmó la decisión anterior y rechazó su apelación.
El 6 de marzo de 2025, se presentó una segunda solicitud para sustituir la prisión preventiva por arresto domiciliario. El Tribunal de Distrito de Khatai rechazó nuevamente la solicitud, y Ahmadova permaneció bajo custodia.El 12 de marzo de 2025, el Tribunal de Apelaciones de Bakú revisó su apelación contra la decisión del 6 de marzo. Tras la audiencia, el abogado Javad Javadov declaró que, a pesar de todas las pruebas presentadas por la defensa, el tribunal confirmó la sentencia del tribunal inferior.El 3 de abril de 2025, el Tribunal de Distrito de Khatai revisó una solicitud de la autoridad investigadora para extender la detención de Ahmadova. El tribunal accedió a la solicitud y prorrogó su prisión preventiva por tres meses más.El 24 de junio de 2025, el Tribunal de Distrito de Khatai, una vez más a petición de los investigadores, prorrogó su detención por tercera vez.  Más tarde, el Tribunal de Apelaciones de Bakú revisó una apelación contra la prórroga del 24 de junio. La apelación fue rechazada durante una sesión presidida por el juez Anar Ibrahimov. 

## Atención internacional
La detención de los periodistas de Meydan TV ha suscitado fuertes críticas. Organizaciones internacionales influyentes han exigido a las autoridades azerbaiyanas su liberación. Líderes de los partidos de la oposición en Azerbaiyán, como el Partido Frente Popular Azerbaiyano (APFP), el Partido Musavat, el Partido Alternativa Republicana (REAL) y el Consejo Nacional de Fuerzas Democráticas, emitieron comunicados condenando la detención de los periodistas de Meydan TV. 
La organización internacional de derechos humanos Amnistía Internacional condenó las detenciones. "Condenamos las recientes detenciones y pedimos a las autoridades azerbaiyanas que liberen de inmediato a los periodistas y trabajadores de los medios de comunicación. Temíamos una represión tras la COP29, y ahora instamos a los Estados participantes de la conferencia de la ONU a responder a la persecución continua en Azerbaiyán, país que aún ostenta la presidencia de la COP29", declaró la organización. Amnistía Internacional enfatizó que las recientes detenciones de periodistas independientes, incluido el personal de Meydan TV, forman parte de una ofensiva más amplia que comenzó hace un año y que busca silenciar las voces críticas e independientes. 
La organización defensora de la libertad de prensa Reporteros Sin Fronteras (RSF) también condenó las detenciones del personal de Meydan TV. En un mensaje publicado en la cuenta de RSF en la plataforma X, declaró: «Reporteros Sin Fronteras condena estas nuevas detenciones y exige la liberación inmediata de ellos y de otros 13 periodistas retenidos en condiciones vergonzosas por cargos falsos». El Comité para la Protección de los Periodistas (CPJ), con sede en Nueva York, también denunció los arrestos del personal de Meydan TV: "Las autoridades azerbaiyanas deben liberar de inmediato a Natig Javadli, Khayala Aghayeva, Aytaj Tapdig, Aynur Elgunesh, Aysel Umudova y Ramin Deko, junto con más de una docena de otros periodistas destacados detenidos por cargos similares en los últimos meses, y poner fin a este ataque sin precedentes contra la prensa independiente", enfatizó el CPJ. La organización internacional de derechos de los medios de comunicación, Artículo 19, también condenó las detenciones: «Apenas unas semanas después de la cumbre climática en Bakú, al menos siete periodistas, la mayoría de ellos de Meydan TV, fueron detenidos. Estas represiones son un duro recordatorio de que Azerbaiyán no tolera la crítica ni la disidencia. Debemos seguir resistiendo la presión sobre la libertad de prensa», publicó la organización en su cuenta X (anteriormente Twitter). 
La organización de derechos humanos Freedom Now también se unió a los llamados para poner fin a la presión sobre la prensa independiente en Azerbaiyán: "Azerbaiyán continúa persiguiendo severamente a los periodistas independientes. El último acto de represión es la detención de cinco periodistas de Meydan TV por motivos claramente políticos. Exigimos su liberación inmediata y el fin de esta persecución", declaró la organización en su cuenta X. 
Women Press Freedom (WPF) en su declaración apoyó a Meydan TV y a todos los periodistas en Azerbaiyán que siguen arriesgando su seguridad para informar la verdad: "Silenciar a la prensa es un ataque a la democracia", afirmó la declaración de WPF. El embajador del Reino Unido en Azerbaiyán, Fergus Auld, también criticó duramente los arrestos: “La detención de los periodistas de Meydan TV al final de la conferencia climática COP29 es una bofetada a los gobiernos democráticos”, escribió en su cuenta oficial X.

### Respuesta del Departamento de Estado de EE. UU.
El 11 de diciembre de 2024, el secretario de Estado de Estados Unidos, Antony Blinken, emitió una declaración especial sobre la detención de activistas y periodistas en Azerbaiyán e instó a las autoridades del país a su liberación. Bakú acusó a Blinken de parcialidad y rechazó las acusaciones de supresión de las libertades civiles. En su declaración titulada "Escalada de la represión contra la sociedad civil y los medios de comunicación en Azerbaiyán", Blinken mencionó específicamente a Rufat Safarov, Sevinj Vagifgizi, Azer Gasimli, Farid Mehralizade, Bakhtiyar Hajiyev, al personal de Meydan TV recientemente detenido y a muchos otros arrestados por su labor en defensa de los derechos humanos. Estados Unidos instó al gobierno azerbaiyano a su liberación inmediata, declaró Blinken. "Estados Unidos está profundamente preocupado no solo por estas detenciones, sino también por la creciente represión de la sociedad civil y los medios de comunicación en Azerbaiyán", enfatizó el comunicado delDepartamento de Estado de Estados Unidos . El Ministerio de Asuntos Exteriores de Azerbaiyán respondió negativamente a la declaración de Blinken, acusando al Departamento de Estado de Estados Unidos de interferir en los asuntos internos del país. Según el ministerio, dicha injerencia ha continuado durante los últimos cuatro años, lo que ha supuesto una pérdida para las relaciones entre Azerbaiyán y Estados Unidos.